# You’ve Got a Friend in Me
You’ve Got a Friend in Me ist ein Song von Randy Newman aus dem Jahr 1995. Newman schrieb das Lied als Titelsong für den Disneyfilm Toy Story. Das Lied wurde zu einem elementaren Bestandteil des Franchises und ist auch in den beiden Fortsetzungen Toy Story 2 und Toy Story 3 in anderen Versionen enthalten. Die Originalversion wurde bei der Oscarverleihung 1996 als Bester Song nominiert.

## Hintergrund
Randy Newman schrieb den Song als Titelsong für den Film Toy Story von 1995. Das Lied wird im Film verwendet, um die besondere Beziehung zwischen Andy und dem Hauptcharakter Sheriff Woody Pride zu verdeutlichen und erscheint im Vorspann des Films. Daneben wurde der Song instrumental als Leitmotiv in allen drei Filmen und im Rest des Franchises verwendet. Beim ersten Teil wurde außerdem eine Duett-Version mit Lyle Lovett verwendet.
Im zweiten Toy-Story-Film von 1999 wurde das Lied vom Charakter Wheezy gesungen. Diese Version wurde nicht von Joe Ranft eingesungen, der den Charakter im Film spricht, sondern von Robert Goulet.
Im dritten Film, der 2012 erschien, wurde eine spanische Version namens You’ve Got a Friend in Me (Para el Buzz Español) verwendet, die von den Gipsy Kings eingespielt wurde.

## Auszeichnungen
Die Originalversion des Songs wurde bei der Oscarverleihung 1996 als „Bester Song“ nominiert, verlor aber gegen Colors of the Wind aus Pocahontas – ebenfalls ein Disney-Film, geschrieben von Alan Menken und Stephen Schwartz. Bereits bei den Golden Globe Awards 1996 war dasselbe passiert.

## Coverversionen
In der deutschen Fassung singt Klaus Lage eine deutschsprachige Coverversion namens Du hast’n Freund in mir, die später auch auf seinem 2007er Album Zug um Zug in einer längeren Version umgesetzt wurde sowie 1999 auf dem Livealbum Live zu zweit mit Bo Heart.
Michael Bublé coverte das Lied auf seinem 2013er Album To Be Loved.
2015 trug Penny (Kaley Cuoco) in der ersten Episode der 9. Staffel von The Big Bang Theory den Song als Ehegelübde vor.
2017 ging ein Vater-Tochter-Duett viral. Dabei sang die vierjährige US-Amerikanerin Claire Ryann Crosby zusammen mit ihrem Papa Dave den Song. Das Video erreichte in nur wenigen Tagen bereits drei Millionen Aufrufe (Stand Januar 2018 etwa 19 Millionen).
Die Band Meet Me at the Altar coverte das Lied für die Disney-Kompilation A Whole New Sound.

## Besetzung
Angegeben ist die Besetzung der Originalversion:
- Randy Newman – Gesang, Klavier, Harmonium
- Lyle Lovett – Gesang
- Mark Goldenberg – Gitarre
- James Hutchinson – Bass
- Kevin Savigar – Orgel
- Jim Keltner – Schlagzeug
- Gabe Witcher – Geige